# 꾸리스마스
〈꾸리스마스〉는 크리스마스 시즌에 맞춰 발매된 크레용팝의 스페셜 싱글이다.

## 설명
크리스마스 시즌송 성격으로 나온 앨범이며, 전작인 빠빠빠처럼 드럼 앤드 베이스 기반의 반복되는 비트, 중독적인 훅, 귀여운 창법과 경쾌한 음색으로 곡의 특색을 살렸다. 트레이닝복 위에 치마를 입고 헬멧을 쓴 독특한 복장을 하던 전작의 빠빠빠와 차별을 두어, 크리스마스 시즌송에 맞게 성탄절 파티 복장으로 바뀌었다. 헬멧도 루돌프 뿔을 달며 기존의 헬멧 구조에서 많이 바뀌었다. 겨울철에 바람이 불면 잎이 없는 나무가 떠는 듯한 '사시나무 춤'으로 개성 있는 안무와 노래로 큰 인기를 얻었다. 크리스마스 당일인 12월 25일에는 차트에 10위권 안에 들기도 하는 등 시즌송으로서 큰 인기를 끌었다.
꾸리스마스 뮤비에는 크리스마스 트리를 표현한듯한 복장으로 나오는 장면이 있다. 사시나무 춤을 추는 파트에서 초록색 베이스에 프릴을 단 치마로 나뭇잎을 표현하고 그 밑에 적갈색 스타킹으로 나무 밑동 같은 느낌을 받고
위에 선물 포장을 해둔 티셔츠로 크리스마스 분위기를 제대로 냈다

## 수록곡
| #  | 제목                   | 작사   | 작곡                   | 재생 시간 |
| -- | ---------------------- | ------ | ---------------------- | --------- |
| 1. | 〈꾸리스마스〉         | 김유민 | 김유민, 이승엽, 신라별 | 2:56      |
| 2. | 〈꾸리스마스 (Inst.)〉 |        | 김유민, 이승엽, 신라별 | 2:56      |